# David Pizarro (organist)
David Pizarro is een Amerikaans organist.

## Levensloop
David Pizarro werd in 1932 geboren. Hij behaalde zijn Master of Music diploma aan de Yale-universiteit. Hij studeerde bij Norman Coke-Jephedt, Michael Schneider en Marcel Dupré.
Hij is lid van het Royal College of Organists, Fellow van Trinity College of Music in Londen en Associate van de American Guild of Organists.
Hij werd titularis van The Great Organ in de Anglicaanse kathedraal Saint John the Divine in New York. The Great Organ werd gebouwd in 1911 door Earnest M. Skinner en uitgebreid in 1954 door G. Donald Harrison van The AEolian Skinner Organ Company. Bij een zware brand in december 2001 werd het orgel, evenals twee andere orgels in de kathedraal, zwaar door rook beschadigd, maar daarna volledig gerestaureerd.
Van 1974 tot 1977 was Pizarro organist en koorleider van de met de kathedraal verbonden 'Cathedral School'. Hij past in de rij van organisten die sinds 1952 titularis van het groot orgel waren, in volgorde: Norman Coke-Jephcott, Alec Wyton, David Pizzaro, Paul Halley, Dorothy Papadakos, Timothy Brumfield en Bruce Neswick.
Pizarro heeft vaak in Europa geconcerteerd en platen opgenomen. Zo was hij in 1968 de eerste naoorlogse Amerikaanse organist die kon concerteren in Polen en Joegoslavië.
In 1973 was hij jurylid voor het internationaal orgelconcours in het kader van het Festival Musica Antiqua in Brugge.